# NGC 7086
NGC 7086 ist ein offener Sternhaufen vom Trumpler-Typ II2m im Sternbild Schwan am Nordsternhimmel. Er hat einen Durchmesser von 12 Bogenminuten und eine Helligkeit von 8,4 mag. Der Haufen ist etwa 4200 Lichtjahre vom Sonnensystem entfernt.
Entdeckt wurde das Objekt am 21. September 1788 von Wilhelm Herschel.